# Сута Бъчварова
Сута Бъчварова е българска революционерка, велешка деятелка на Вътрешната македоно-одринска революционна организация.

## Биография
Родена е в 1864 година във велешкото село Скачинци, тогава в Османската империя. Жени се във Велес за Йован Пехливана и живеят в къщата на Димко Мацанов в Пръчкова махала. Мацанов е местен активист на ВМОРО и Сута и съпругът ѝ са привлечени към организацията и получават важни задачи. В къщата им има работилница, в която четниците се обучават за бораване с оръжие и Сута пренася пушки от склада, който се намира при девическото училище под контрола на Коца Зайкова. Водачка е на войводата Костадинов. С мъжа си си купуват къща на Сиракон, която е до къщата на Йован Чочков - главна явка на дейците на ВМОРО. В къщата на Бъчварови в 1908 година се крият Велко войвода и Милан Змията. Заедно с Ацка Карасларка пренася пушки на организацията между къщите на Диме Йовев и Яне Майсторов.
След смъртта на мъжа ѝ Йован Пехливана се жени повторно за Диме Бъчвар. Продължава да пренася оръжия и да изпълнява други поръчения на революционната организация.
Умира след 1946 година във Федерална Югославия.